# Mercedes-Benz O321H
De Mercedes-Benz O321H is een voormalige lijn van touringcars, stads- en streekbussen van het Duitse automobielconcern Daimler-Benz en werd in 1960 opgevolgd door de O322. De O321H was in productie van 1954 tot 1964 en was de eerste semi-zelfdragende bus en de eerste bus met heckmotor van Daimler-Benz.

## Ontwerp
Het ontwerp verschilde veel met de andere bussen van zijn soort. Met de korte lengte en wielbasis (O321H) maakte het de bus zeer wendbaar in het verkeer en lijkt de bus meer op de hedendaagse midibus. De hoofddraagconstructie van de bus was de zelfdragende unit die uit het onderstel en vloer bestond. Op het onderstel kon de bovenbouw geplaatst worden, waardoor het een geheel werd. De bus was een stuk lichter hierdoor dan diens voorgangers.

## Inzet
De O321H werd veelal ingezet in Duitsland. Ook werden er een aantal exemplaren geëxporteerd naar onder andere België. In België werden 22 chassismodules gebouwd met een opbouw van Jonckheere. Zeven exemplaren werden in gebruik genomen door TULE en later door STIL en vijftien door de NMVB. De opbouw leek sterk op het originele model, echter stak de filmkast wel wat meer uit. Ook nam de NMVB 125 exemplaren in dienst met een opbouw van Van Hool.
In Nederland kwamen de bussen voor bij GVBD die de bussen inzette in Dordrecht. De bussen werden gebouwd met een carrosserie van Den Oudsten en De Rijk.

### Inzetgebieden
| Land      | Bedrijf                                     | Serie               | Aantal | Bouwjaar  | Inzet     | Opmerking                                                                                                 |
| --------- | ------------------------------------------- | ------------------- | ------ | --------- | --------- | --- |
| België    | NMVB                                        | 1503–1505           | 3      | 1956      | ??        | Afgevoerd, voorzien van een Jonckheere Standaard I-type carrosserie                                       |
| België    | NMVB                                        | 1684–1686           | 6      | ??        | ??        | Afgevoerd, voorzien van een Jonckheere Standaard II-type carrosserie                                      |
| België    | NMVB                                        | 2260-2268           | 9      | ??        | ??        | Afgevoerd, voorzien van een Jonckheere Standaard II-type carrosserie                                      |
| België    | NMVB                                        | 2055–2079           | 23     | ??        | ??        | Afgevoerd, voorzien van een Van Hool Standaard II-type carrosserie                                        |
| België    | NMVB                                        | 2497-2532           | 36     | ??        | ??        | Afgevoerd, voorzien van een Van Hool Standaard II-type carrosserie                                        |
| België    | NMVB                                        | 2901-2970           | 70     | ??        | ??        | Afgevoerd, voorzien van een Van Hool Standaard II-type carrosserie                                        |
| België    | STIL                                        | 156–159             | 3      | 1955      | Luik      | ex-TULE 56–59, voorzien van een Jonckheere opbouw                                                         |
| België    | TULE                                        | 56–59               | 3      | 1955      | Luik      | Doorgevoerd naar STIL, voorzien van een Jonckheere opbouw                                                 |
| Duitsland | Hamburger Hochbahn Aktiengesellschaft (HHA) | 6400–6419           | 20     | 1954–1959 | Hamburg   | Stadsbus deels omgebouwd tot Snelbus en leswagen, afgevoerd, 6495 museumbus Hamburger Omnibus Verein e.V. |
| Duitsland | Hamburger Hochbahn Aktiengesellschaft (HHA) | 6420-6429           | 10     | 1954–1959 | Hamburg   | Stadsbus deels omgebouwd tot Snelbus en leswagen, afgevoerd, 6495 museumbus Hamburger Omnibus Verein e.V. |
| Duitsland | Hamburger Hochbahn Aktiengesellschaft (HHA) | 6600-6619           | 20     | 1954–1959 | Hamburg   | Stadsbus deels omgebouwd tot Snelbus en leswagen, afgevoerd, 6495 museumbus Hamburger Omnibus Verein e.V. |
| Duitsland | Hamburger Hochbahn Aktiengesellschaft (HHA) | 6620-6629           | 10     | 1954–1959 | Hamburg   | Stadsbus deels omgebouwd tot Snelbus en leswagen, afgevoerd, 6495 museumbus Hamburger Omnibus Verein e.V. |
| Duitsland | Hamburger Hochbahn Aktiengesellschaft (HHA) | 6200–6209 6210–6301 | 102    | 1955–1959 | Hamburg   | Snelbus, afgevoerd                                                                                        |
| Luxemburg | AVL                                         | 34                  | 1      | 1956      | Luxemburg | |
| Nederland | GVBD                                        | 1–25                | 25     | 1956/1957 | Dordrecht | Gebouwd met een De Rijk carrosserie. Een aantal bussen zijn na 1965/1966/1968 hernummerd                  |
| Nederland | GVBD                                        | 29-30               | 2      | 1959      | Dordrecht | Gebouwd met een Den Oudsten carrosserie                                                                   |

## Verwante modellen
- De voorloper van de O321H was de O3500.
- De opvolger van de O321H stads- en streekbus was de O322. Deze bus kon echter het succes van de O321H niet evenaren. De O321H bleef zelfs na de introductie van de O322 in productie.
- De daadwerkelijke opvolger van de O321H werd de O302. Deze bus werd in 1965 geïntroduceerd als opvolger, na de introductie werd de productie van de O321H definitief gestaakt.